# Lenguas mangbutu-lese
Las lenguas mangbutu-lese de la familia de lenguas sudánicas centrales, también conocidas como Mangbutu-Efe o simplemente Mangbutu (por ejemplo, Starostin 2016), son un grupo de lenguas estrechamente relacionadas que se hablan en la República Democrática del Congo y Uganda. Las lenguas moru-madi se hablan en el noreste y las lenguas mangbetu en el oeste.
Los idiomas son:
Mangbutu, Mvuba, Ndo, Mamvu, Lese, Bendi.
Efe (la lengua de los pigmeos de Efe) a menudo se cuenta como otra, pero parece ser un dialecto de Lese. Ndo (Membitu) es el idioma más poblado y lo habla una casta de herreros.